# Ceresium
Ceresium is een kevergeslacht uit de familie van de boktorren (Cerambycidae). De wetenschappelijke naam van het geslacht werd voor het eerst geldig gepubliceerd in 1842 door Newman.

## Soorten
Ceresium omvat de volgende soorten:
- Ceresium olidum (Fairmaire, 1850)
- Ceresium planatum Gressitt, 1956
- Ceresium usingeri Gressitt, 1956
- Ceresium saipanicum (Matsushita, 1932)
- Ceresium adamsi Gressitt, 1956
- Ceresium aethiops (Newman, 1842)
- Ceresium affine Aurivillius, 1917
- Ceresium africanum Aurivillius, 1925
- Ceresium albomaculatum Pic, 1926
- Ceresium albopubens Fairmaire, 1891
- Ceresium andamanicum Gahan, 1906
- Ceresium angustulum Gahan, 1906
- Ceresium annulicorne (Germar, 1848)
- Ceresium apicale Gahan, 1906
- Ceresium australe Carter, 1932
- Ceresium bicolor Hüdepohl, 1994
- Ceresium brevipes Pic, 1943
- Ceresium casilelium Gressitt, 1956
- Ceresium clarkei Gressitt, 1956
- Ceresium compressipenne (Fisher, 1932)
- Ceresium coronarium Pascoe, 1885
- Ceresium cribrum Holzschuh, 1991
- Ceresium curtipenne Pic, 1943
- Ceresium cylindricellum Gressitt, 1951
- Ceresium declaratum Holzschuh, 1990
- Ceresium decorum Dillon & Dillon, 1952
- Ceresium delauneyi Lameere, 1893
- Ceresium discicolle Gressitt, 1951
- Ceresium diversum (Pascoe, 1869)
- Ceresium elatum Holzschuh, 1995
- Ceresium elongatum Matsushita, 1933
- Ceresium elongatum Pic, 1943
- Ceresium epilais Dillon & Dillon, 1952
- Ceresium fallaciosum Holzschuh, 1995
- Ceresium femoratum Aurivillius, 1927
- Ceresium fici Gressitt, 1959
- Ceresium flavicorne Aurivillius, 1927
- Ceresium flavipes (Fabricius, 1793)
- Ceresium flavisticticum Gressitt & Rondon, 1970
- Ceresium furtivum Pascoe, 1869
- Ceresium fuscum Matsumura & Matsushita, 1932
- Ceresium geniculatum White, 1855
- Ceresium gracile (Perroud, 1855)
- Ceresium gracilipes Fairmaire, 1881
- Ceresium grandipenne Fairmaire, 1881
- Ceresium guamum Gressitt, 1956
- Ceresium helleri Gressitt, 1940
- Ceresium holophaeum Bates, 1873
- Ceresium humerale Schwarzer, 1931
- Ceresium illidgei Blackburn, 1901
- Ceresium immite (Newman, 1842)
- Ceresium inaequalicolle Pic, 1933
- Ceresium indigum Holzschuh, 2011
- Ceresium inerme (Montrouzier, 1855)
- Ceresium infranigrum Pic, 1937
- Ceresium interiectum Holzschuh, 1995
- Ceresium jeanvoinei Pic, 1933
- Ceresium lanuginosum Schaufuß, 1864
- Ceresium larvatum (Pascoe, 1869)
- Ceresium lepidulum Holzschuh, 1982
- Ceresium leprosum Aurivillius, 1927
- Ceresium leucosticticum White, 1855
- Ceresium lieftincki Gressitt, 1959
- Ceresium lineigerum Pascoe, 1888
- Ceresium lingafelteri Vives, 2013
- Ceresium longicorne Pic, 1926
- Ceresium lucidum Dillon & Dillon, 1952
- Ceresium lucifugum Holzschuh, 1982
- Ceresium ludificum Holzschuh, 1995
- Ceresium lumawigi Hüdepohl, 1990
- Ceresium manchuricum Hayashi, 1957
- Ceresium mediocre Holzschuh, 2011
- Ceresium miserum (Thomson, 1878)
- Ceresium mjoebergi Aurivillius, 1917
- Ceresium nakatae Gressitt, 1959
- Ceresium nanyoanum Matsushita, 1935
- Ceresium nigroapicale Dillon & Dillon, 1952
- Ceresium nigrum Gahan, 1888
- Ceresium nilgiriense Gahan, 1906
- Ceresium opacum Fairmaire, 1902
- Ceresium pachymerum (Pascoe, 1869)
- Ceresium particulare Pic, 1926
- Ceresium perroudi Pic, 1943
- Ceresium promissum Dillon & Dillon, 1952
- Ceresium propinquum Holzschuh, 1982
- Ceresium pubescens Dillon & Dillon, 1952
- Ceresium quadrimaculatum Gahan, 1900
- Ceresium rainwaterae Gressitt, 1959
- Ceresium raripilum Newman, 1842
- Ceresium repandum Dillon & Dillon, 1952
- Ceresium reticulatum Aurivillius, 1928
- Ceresium robustum Gressitt, 1956
- Ceresium rotundicolle Pascoe, 1885
- Ceresium rouyeri Pic, 1943
- Ceresium rufum Lameere, 1890
- Ceresium rugulipenne Fairmaire, 1905
- Ceresium saphenum Holzschuh, 2011
- Ceresium sculpticolle Gressitt, 1942
- Ceresium scutellaris Dillon & Dillon, 1952
- Ceresium seminigrum Aurivillius, 1917
- Ceresium senile Holzschuh, 1998
- Ceresium signaticolle Matsumura & Matsushita, 1932
- Ceresium simile Gahan, 1890
- Ceresium simplex (White, 1855)
- Ceresium sinicum White, 1855
- Ceresium sobrinatum Holzschuh, 2011
- Ceresium striatipenne Dillon & Dillon, 1952
- Ceresium striatocolle Holzschuh, 2011
- Ceresium sublucidum Gressitt, 1956
- Ceresium subuniforme Schwarzer, 1925
- Ceresium swatensis Holzschuh, 1974
- Ceresium szentivanyi Gressitt, 1959
- Ceresium testaceum Gressitt, 1956
- Ceresium thyra Dillon & Dillon, 1952
- Ceresium tibiale Aurivillius, 1926
- Ceresium tonkinense Pic, 1943
- Ceresium tuberculatum Waqa & Lingafelter, 2009
- Ceresium unicolor (Fabricius, 1787)
- Ceresium vacillans Dillon & Dillon, 1952
- Ceresium vestigiale Pascoe, 1866
- Ceresium vile (Newman, 1841)
- Ceresium virens Heller, 1914
- Ceresium wittmeri Pic, 1943
- Ceresium yodai Villiers & Chûjô, 1968
- Ceresium yoshinoi Matsushita, 1935
- Ceresium zeylanicum White, 1855